# Зимняк
Зимняк (Buteo lagopus) — вид птахів родини Яструбові (Accipitridae) ряду Соколоподібні (Falconiformes). В Україні звичайний пролітний та зимуючий вид.

## Зовнішній вигляд

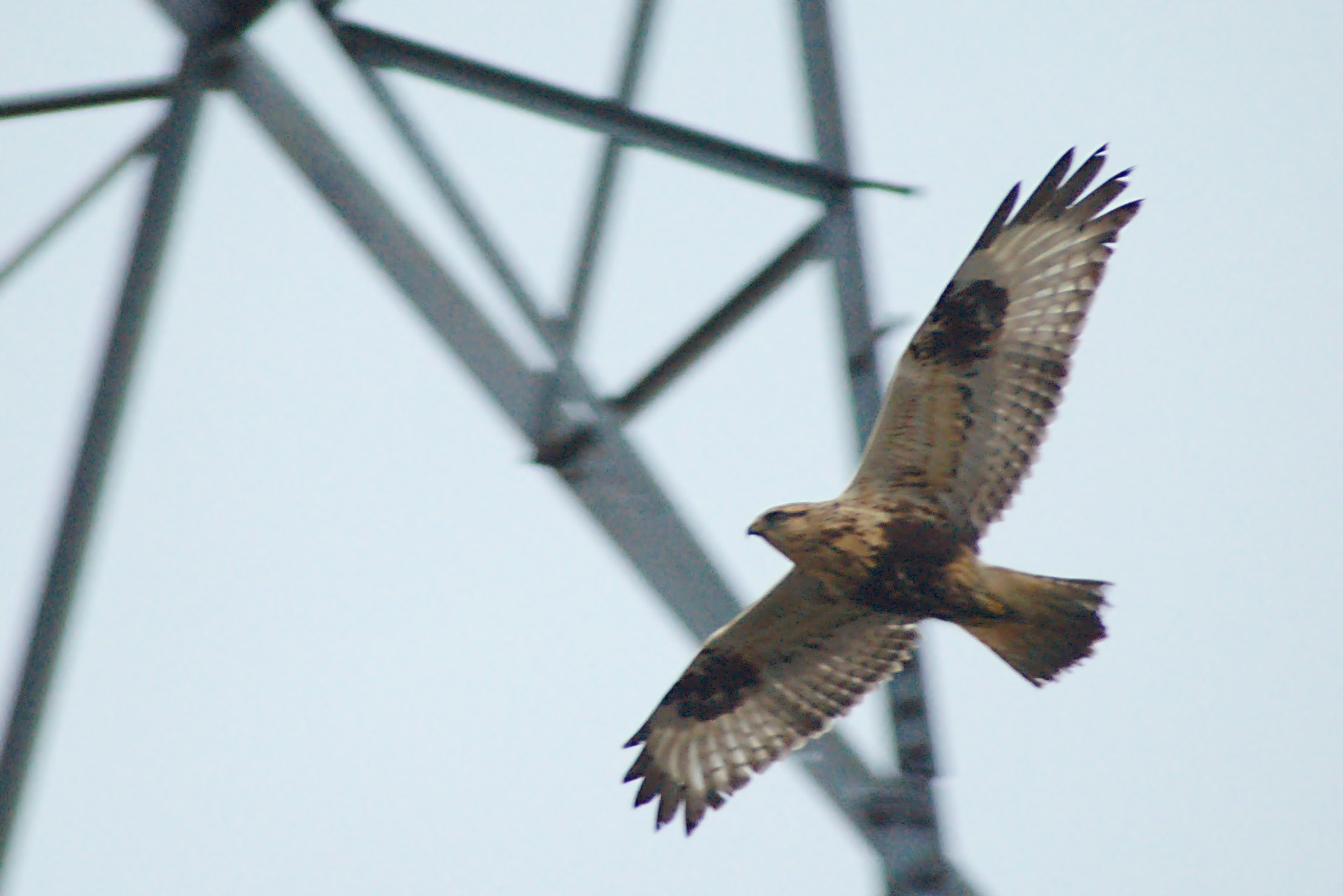
Зимняк у польоті: добре помітні чорні плями на крилах

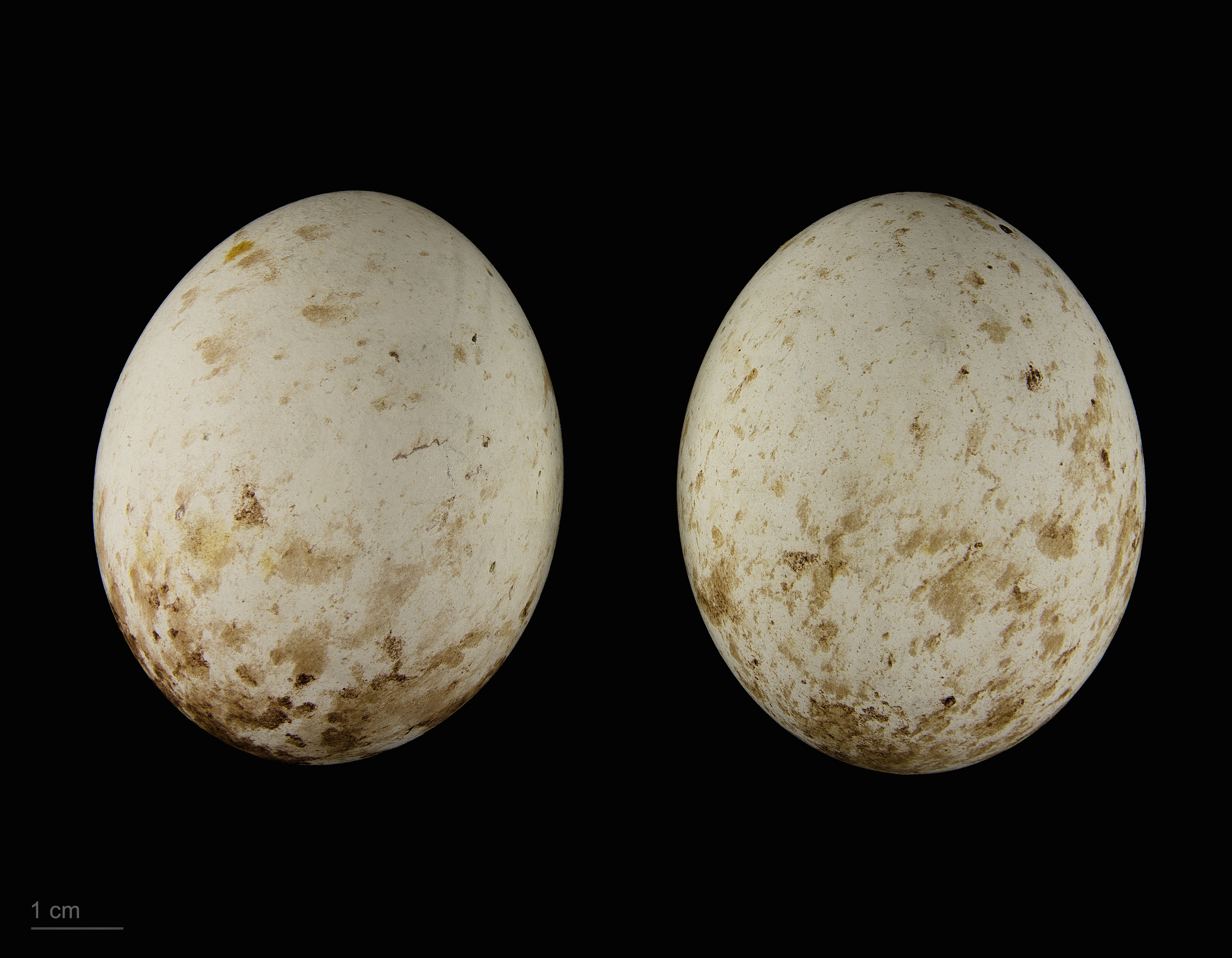
Яйця зимняка (Тулузький музей)

Верх тіла від вохристого до бурого кольору, голова і потилиця забарвлені світліше, майже до білого, з чорними видовженими плямами. Хвіст зверху і знизу світлий, значно світліший за спину, з широкою темною смугою і 1-4 більш вузькими нечіткими смугами. Низ світлий, нерідко білий. На горлі і боках грудей чорні ви видовжені плямами, на череві чорне. На згинах крила великі чорні плями. Очі коричневого кольору різної інтенсивності. Самки більші від самців, за забарвленням не відрізняються. Маса тіла 0,8-1,3 кг, довжина тіла — 50-61 см, довжина крила самців — 40,3-46,0 см, самок — 43,0-47,3 см, розмах крил — 120–150 см. Молоді зимняки світліші за дорослих, однак у них повністю темне черево. На світлому хвості одна широка темна смуга вздовж зовнішнього краю; на нижній частині крила плями практично відсутні. За зовнішнім виглядом та забарвленням зимняк нагадує канюка звичайного. Від останнього зимняк відрізняється білим хвостом з чорною смугою по краю та чорними плямами на споді крил.

## Поширення
Зимняк має циркумполярне поширення в Євразії та Північній Америці. Ареал охоплює відкриту тундру та лісотундру.

## Спосіб життя
Мешкає у відкритій тундрі та лісотундрі. Живиться головним чином лемінгами та іншими дрібними ссавцями та птахами. Перелітний птах, взимку досягає Південної Європи, Середньої та Центральної Азії та південних частин США.

## Гніздова біологія
Гнізда будує з гілок та розміщує на землі, рідко на деревах та скелях. На скелях вибирає виступи, захищені стіною або карнизом, великі напівніші, рідше гніздиться відкрито на виступах. Висота розташування гнізд у таких випадках коливається від 1 до 150 м, найчастіше 10-40 м. На модринах гніздиться, як на поодиноких деревах, так і в лісі, не далі 40 м від галявини. Влаштовує гнізда, як в розвилці стовбуру, так і на бічних гілках на висоті від 2 до 16 м. Гнізда на деревах за розмірами схожі на гнізда канюків звичайних, на скелях дещо більші: діаметр 50-160 см, висота 20-110 см, діаметр лотка 30-80 см, глибина лотка 5-20 см. У кладці зазвичай 3-4 яйця, у сприятливі за кількістю кормів роки до 7, у несприятливі 2-3. Забарвлення яєць біле з рідкими бурими або вохристими плямами. Пташенята вилітають з гнізд у віці 6-7 тижнів.